# Valenciano de transición
Valenciano de transición o tortosino son los nombres que recibe el dialecto de transición entre el catalán noroccidental y el valenciano.

## Extensión geográfica
Comprende el sur de Cataluña, el sur de la Franja de Aragón y el noroeste de la provincia de Castellón. En comarcas, corresponde al Maestrazgo, Los Puertos de Morella (menos Olocau del Rey, de habla castellana), el Matarraña (incluyendo los municipios catalanófonos del Bajo Aragón y de Bajo Aragón-Caspe (Maella, Fabara y Nonaspe), el Montsiá, el Bajo Ebro, la Tierra Alta y el sur de la Ribera de Ebro (sur del Pas de l'Ase) y el sur del Priorato.
Según la división de la conjugación verbal en -és, -ís (cantés, batés, dormís) o en -ara, -era, -ira (cantara, batera, dormira), el extremo sur incluiría solo Vinaroz y Alcalá de Chivert. Por este motivo, se diferencian dos sectores: el septentrional y el meridional o valenciano septentrional.[cita requerida]

## Filiación dialectal

Dialecto valenciano de transición o tortosino dentro del catalán.

La filiación dialectal ha sido variable. En el primer cuarto del siglo XX diversos autores lo incluyeron en el valenciano. Posteriormente, autores como Badia, Veny, Alcover o Moll lo incluyen en el catalán noroccidental aunque poniendo énfasis en la consideración de habla de transición. En cambio, Lluís Gimeno[¿quién?] es contrario al carácter de transición y lo considera como el tercer subdialecto del catalán occidental.

## Características lingüísticas
Respecto a los rasgos característicos generales del catalán noroccidental, el valenciano de transición se distingue en los siguientes puntos.

### Fonética

#### Vocalismo
- /a/ tónica en contacto con palatal = [ɛ]: llarg > ['ʎɛrk], aigua > ['ɛjɣwa], iaio > ['jɛjo] (véase: palatalización)
- /a/ postónica final = [a]: porta > ['pɔrta], dona > ['dɔna]; [ɛ]: porta > ['pɔrtɛ], dona > ['dɔnɛ], mestra > ['mesṯrɛ] (masculino: ['mesṯre]) (véase: armonía vocálica)
- /e/ átona > [i] en contacto con palatal (no es sistemático) = senyor > [si'ɲo] (véase: palatalización)

#### Consonantismo
- DY, I, BY, GY
  - Intervocálicas: CORRIGIA, PEIORE, MAIORE, BAUBIA = [jʒ]: corretja [ko'rejʒa], pitjor [pi'ʒo], major [maj'ʒo], boja ['bɔjʒa] (véase: palatalización)
  - Finales: RUBEU, PODIU = [ʧ]: roig ['rɔʧ], puig ['puʧ] (véase: palatalización)
- /v/ vi, vaca = en Pauls y Canet: [v]; en el resto: [b] (véase: betacismo)
- Progresiva palatalización de los fonemas africados alveolares: dotze > ['dodʒe], pots > [pɔtʃ]
- Fusión progresiva de los fonemas [s] y [ʃ]: caixó > [kaj'so]

### Morfología

#### Morfología nominal
- Pronombres personales
  - Caso recto (caso nominativo) (P1, P4, P5) = ['jɔ], natros/natres, vatros/vatres
  - Caso oblicuo (caso acusativo, caso dativo...) = és per a "mi", "mos" diuen que sí, "los" veuen vindre, "vos"/"tos" ho portaré
- Demostrativos = este (-a, -os, -es); eixe (-a, -os, -es); aquell (-a, -s, -es)
- Locativos = això, allò; aquí/ací, allí/allà
- Preposiciones y adverbios (catalán y tortosino)
  - per a = per a, pa
  - menys = menos
  - després = ancabat, adés, después
  - només que = so que (Tierra Alta)
  - aviat = prompte, alego
  - doncs = pos, pus
  - fins a (lugar) = hasta

#### Morfología verbal
- Indicativo
  - P4, P5 presente = cantem(/cantam), canteu(/cantau)
  - P3 Imperfecto: dir, caure, creure = dia, caïa, creïa
  - Presente del verbo ser = sóc, ets/eres, és, som, sou, són
- Subjuntivo
  - P1, P2, P3, P6 presente 1a Cj = cante, -es, -e/-a, -en
  - P1, P2, P3, P6 presente 2a Cj = córrega, -es, -a/-e, -en
  - P1, P2, P3, P6 presente 3a Cj = dòrmiga, -es, -a/-e, -en
  - P4, P5 presente = analogía con el subjuntivo imperfecto
  - Imperfecto: cantessa, dormiguessa
- Imperativo
  - Futuro = "trauràs-te-ho" tu mateixa, sentes?
- Formas no personales
  - Infinitivo + pronombre débil = ascaufar-se, anar-mô'n, agarrar-les, minjar-vos
- Incoativos -ĪSC- = patixo, lleigixen, bullixo, fugixo

## Léxico

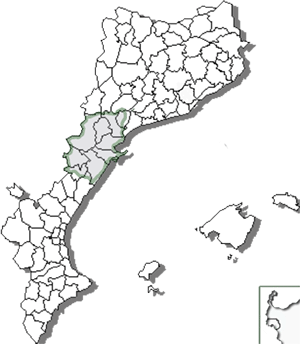
Comarcas del valenciano de transición.

### Paralelismos
| Valenciano, tortosino y balear | Catalán estándar |
| ------------------------------ | ---------------- |
| besada                         | petó             |
| calces                         | mitges           |
| faldetes                       | faldilles        |
| torcar                         | netejar          |

| Valenciano y tortosino | Catalán estándar |
| ---------------------- | ---------------- |
| de bades               | gratuït          |
| galtada                | bufetada         |
| bancal                 | feixa de terra   |
| xic/xica               | noi/noia         |
| xiquet/xiqueta         | nen/nena         |
| antrompessar           | ensopegar        |
| bajoca                 | mongeta          |
| poal                   | cubell           |

### Palabras genuinas
| Valenciano de transición | Catalán        |
| ------------------------ | -------------- |
| certinitat               | certesa        |
| ado                      | àdhuc          |
| lligallo                 | camí ramader   |
| escuranda                | vaixella bruta |
| vamà que                 | potser que     |
| mano                     | germà          |
| baldana                  | botifarra      |
| maldar                   | renyar         |
| pesteta                  | bitxo          |
| xeic/xec/ec (vocativo)   | noi            |
| xeica/xeca/eca           | noia           |
| bacó/tossino             | porc/tossino   |
| xompo                    | feixuc/trist   |
| panís                    | blat de moro   |
| rabera                   | ramat          |
| rendilla                 | mosquít petit  |
| pataca                   | patata         |
| abadejo                  | bacallà        |